# Paramuricea intermedia
Paramuricea intermedia is een zachte koraalsoort uit de familie Plexauridae. De koraalsoort komt uit het geslacht Paramuricea. Paramuricea intermedia werd in 1865 voor het eerst wetenschappelijk beschreven door Kölliker. 